# Slivje (gmina Svrljig)
Slivje (cyr. Сливје) – wieś w Serbii, w okręgu niszawskim, w gminie Svrljig. W 2011 roku liczyła 88 mieszkańców.